# Serie B 2009 (pallapugno)
La Serie B 2009 è stata la serie cadetta del campionato italiano di pallapugno maschile.

## Squadre partecipanti
Nella stagione 2009 al campionato sono state iscritte 13 squadre.
| Club                   | Capitano          | Città                       |
| ---------------------- | ----------------- | --------------------------- |
| Sea Group Albese       | Daniele Giordano  | Alba (CN)                   |
| Salumificio Benese     | Riccardo Rosso    | Bene Vagienna (CN)          |
| Valente Arte Bormidese | Luca Dogliotti    | Bormida (SV)                |
| Nolarma Bubbio         | Marco Fenoglio    | Bubbio (AT)                 |
| Torronalba Canalese    | Mario Marchisio   | Canale (CN)                 |
| Castiati Castagnolese  | Davide Amoretti   | Castagnole delle Lanze (AT) |
| Rebuffo Edile Ceva     | Simone Rivoira    | Ceva (CN)                   |
| Don Dagnino            | Matteo Levratto   | Andora (SV)                 |
| Hotel Royal Maglianese | Davide Ghione     | Magliano Alfieri (CN)       |
| Merlese                | Nicholas Burdizzo | Mondovì (CN)                |
| Pievese                | Luca Belmonti     | Pieve di Teco (IM)          |
| San Leonardo           | Mattia Semeria    | Imperia                     |
| Cuneo Sider S.P.E.B.   | Manuel Brignone   | San Rocco di Bernezzo (CN)  |

## Prima Fase
|    | Club         | P    |
| -- | ------------ | ---- |
| 1  | Castagnolese | 20   |
| 2  | Benese       | 20   |
| 3  | Don Dagnino  | 18   |
| 4  | Albese       | 18   |
| 5  | Pievese      | 15   |
| 6  | Bubbio       | 14   |
| 7  | Bormidese    | 11   |
| 8  | S.P.E.B.     | 11   |
| 9  | Ceva         | 8    |
| 10 | Merlese      | 8    |
| 11 | Canalese     | 7    |
| 12 | Maglianese   | 6    |
| 13 | San Leonardo | Rit. |

## Seconda Fase
|   | Club         | P  |
| - | ------------ | -- |
| 1 | Castagnolese | 30 |
| 2 | Benese       | 26 |
| 3 | Don Dagnino  | 24 |
| 4 | Albese       | 13 |

|   | Club      | P  |
| - | --------- | -- |
| 5 | Bormidese | 23 |
| 6 | S.P.E.B.  | 19 |
| 7 | Pievese   | 17 |
| 8 | Bubbio    | 16 |

|    | Club         | P    |
| -- | ------------ | ---- |
| 9  | Merlese      | 18   |
| 10 | Ceva         | 18   |
| 11 | Canalese     | 9    |
| 12 | Maglianese   | 8    |
| 13 | San Leonardo | Rit. |

## Fase Finale

### Spareggi play-off
| Squadra 1   | Squadra 2 | Andata | Ritorno |
| ----------- | --------- | ------ | ------- |
| Don Dagnino | S.P.E.B.  | 11-4   | 11-7    |
| Albese      | Bormidese | 11-3   | 11-4    |

### Finali Scudetto
| Squadra 1    | Squadra 2   | Andata | Ritorno |
| ------------ | ----------- | ------ | ------- |
| Castagnolese | Albese      | 10-11  | 4-11    |
| Benese       | Don Dagnino | 7-11   | 6-11    |

| Squadra 1   | Squadra 2 | Andata | Ritorno |
| ----------- | --------- | ------ | ------- |
| Don Dagnino | Albese    | 11-10  | 11-7    |

## Squadra Campione
Don Dagnino
- Battitore: Matteo Levratto
- Spalla: Pietro Novaro Mascarello
- Terzini: Flavio Anfosso, Franco Rosso